# Донбас Еквіцентр
«Донба́с Еквіце́нтр» — центр кінного спорту в Донецьку. Заснований на базі клубу кінного спорту «Пегас» 2008 року. Розташований у Петровському районі Донецька.
Адреса: вул. Петровського, 345.
Центр орієнтований на професійний кінний спорт. Команда «Донбас Эквіцентра» бере участь у національних і міжнародних змаганнях з конкуру і виїждження. З 2009 року на базі центра проводяться турніри з конкуру. В «Донбас Еквіцентрі» тренуються й виступають Бйорн Нагель, Аліса Данілова, Ганна Криштопа. В різні часи руку до становлення клубу приклали такі відомі у світі кінного спорту люди, як Жан-Клод Ван Генберге, Катарина Оффель, Грегорі Робен, Павло Ткаченко та інші.
Арена «Донбас Еквіцентра» розрахована на проведення національних і міжнародних турнірів. Інфраструктура центру складається з турнірного й розминочного поля з піщаним покриттям, 3 стаціонарних стайні, критий манеж; літні денники на 250 коней. На трибунах може вміститися 1 500 глядачів.
2009 року в «Донбас Эквіцентрі» пройшла серія турнірів з конкуру національного й міжнародного рівня «Донбас Тур».
Влітку 2014 року сильно постраждала інфраструктура центру, внаслідок пожежі під час бойових дій. На той час коней і персоналу на території вже не було. Станом на 2021 рік розграбований і закинутий, захаращений сміттям. На конюшнях немає покрівлі, трибуни зарослі, фактично знищені розминочне та основні поля.